# Швейцарские железнодорожные часы

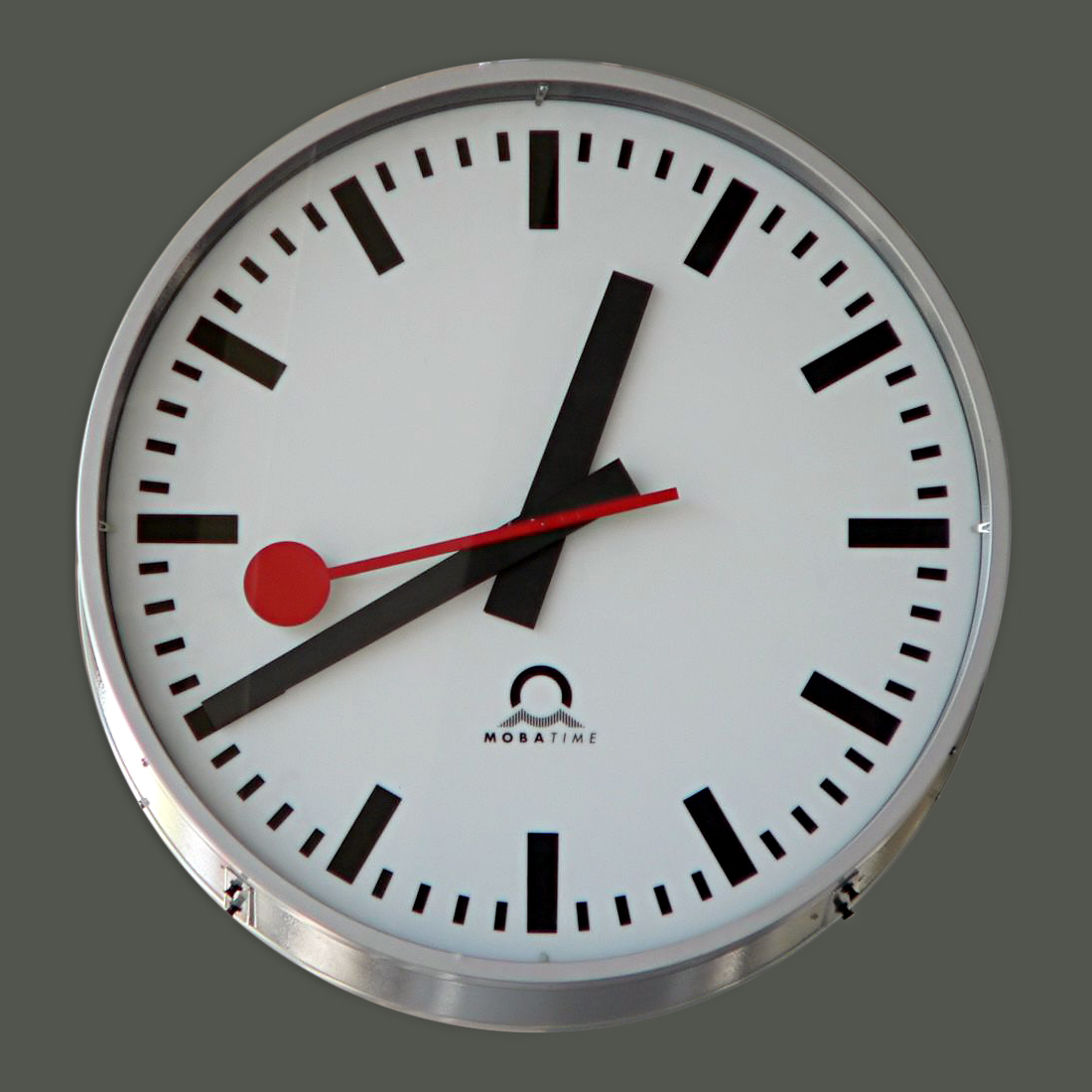
Швейцарские железнодорожные часы в Цюрихе

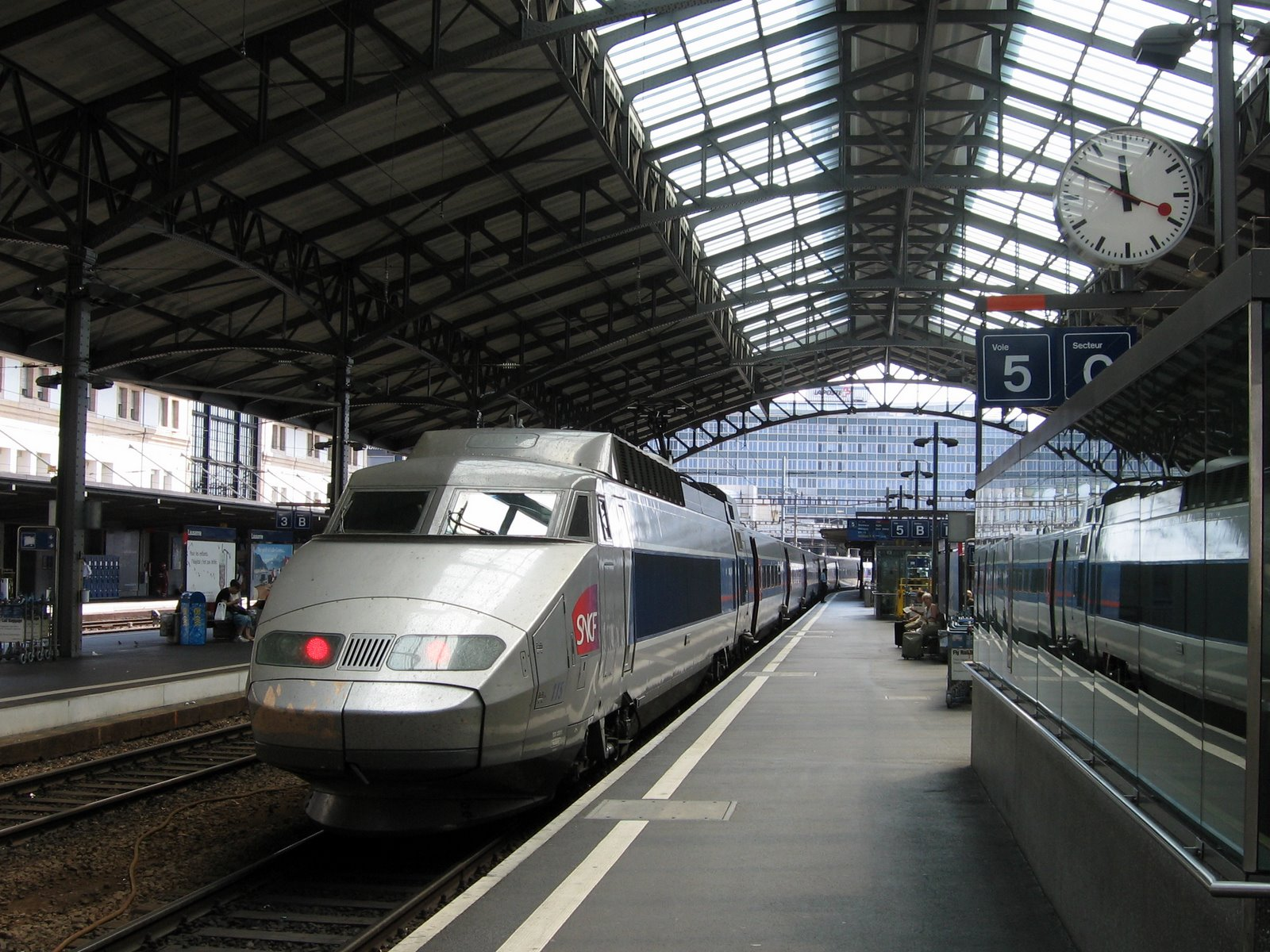
Часы на станции в Лозанне

Швейцарские железнодорожные часы были разработаны в 1944 году швейцарским инженером Гансом Хильфикером совместно с производителем часов Mobatime для использования Швейцарскими федеральными железными дорогами (SBB) в качестве станционных часов. В 1953 году Хильфикер добавил красную секундную стрелку, по форме напоминающую железнодорожный сигнальный диск.
С тех пор часы стали национальным швейцарским символом, включены в число примеров выдающегося дизайна 20 века в музее дизайна в Лондоне и Музее современного искусства в Нью-Йорке. Этот дизайн циферблата лицензирован для использования в некоторых устройствах Apple, таких как iPad и iPhone. Фирма Apple изначально обвинялась в использовании дизайна часов без разрешения. Хотя точные детали лицензионного соглашения конфиденциальны, сообщалось, что фирма Apple в конечном счете заплатила SBB около 20 миллионов швейцарских франков за лицензию на использование дизайна часов. Позднее, с выходом iOS 7, Apple удалила данный дизайн из своей операционной системы.

## Технология
Данные часы обязаны своей технологией особыми требованиями работы железных дорог. Во-первых, в железнодорожных расписаниях не обозначаются секунды, поезда в Швейцарии всегда покидают станцию в полную минуту. Во-вторых, все часы на железнодорожной станции должны идти синхронно, чтобы показывать правильное время и для пассажиров, и для железнодорожного персонала везде — и внутри, и в окрестности станции.
Станционные часы в Швейцарии синхронизируются при получении электрического сигнала от центральных главных часов в каждую полную минуту, продвигая минутную стрелку на одну минуту. Секундная стрелка двигается с помощью электрического мотора независимо от главных часов. Ей требуется около 58,5 секунд, чтобы совершить круг по циферблату, потом стрелка останавливается на короткое время наверху. Она начинает новый оборот, как только получает следующий минутный сигнал от главных часов.